# Patricio Noriega
Ernesto Patricio Noriega (Buenos Aires, 22 ottobre 1971) è un ex rugbista a 15 e allenatore di rugby a 15 argentino, internazionale per l'Argentina dal 1991 al 1995 e per l'Australia dal 1998 al 2003; con gli Wallabies si laureò campione del mondo nel 1999, unico rugbista argentino ad avere mai vinto la Coppa. Dal 2016 è l'allenatore della tecnica individuale in mischia nella squadra francese del Racing 92.

## Biografia
Nativo di Buenos Aires, Noriega iniziò a giocare a rugby a 11 anni, quando entrò nelle giovanili dell'Hindú, club della provincia bonaerense; l'esordio in prima squadra avvenne a fine 1990 per un'amichevole e, l'anno successivo, giunse il debutto ufficiale in campionato.
Sempre nel 1991 giunse l'esordio nei Pumas, ad Asunción contro il Paraguay nel corso del Campionato sudamericano di quell'anno, che l'Argentina si aggiudicò.
Quattro anni più tardi fece parte della rosa dei convocati dell'Argentina alla Coppa del Mondo di rugby 1995 in Sudafrica: il suo ultimo incontro con la selezione biancoceleste fu una sconfitta contro l'Italia (25-31) a East London, singolarmente maturata grazie alla meta decisiva dell'italiano Diego Domínguez, che in precedenza aveva anch'egli vestito la maglia dei sudamericani.
In quel periodo Noriega era rimasto senza impiego e lavorava saltuariamente; a settembre 1995 ricevette la proposta di diventare professionista in Australia nelle file di una formazione di Canberra, i Brumbies, appena costituita insieme al neonato Super Rugby; due mesi più tardi accettò la proposta e qualche settimana più tardi fece parte della formazione dei Brumbies che prese parte al Super 12 1996, il primo campionato professionistico dell'Emisfero Sud.
Dopo tre anni di permanenza in Australia Noriega fu idoneo a rappresentare tale Paese secondo le regole dell'IRB e, nel novembre 1998, esordì con la maglia degli Wallabies in un test match di fine anno a Parigi contro la Francia, divenendo così il secondo argentino, dopo Enrique "Topo" Rodríguez, a militare nella selezione giallo-verde; un anno più tardi fece parte della rosa australiana alla Coppa del Mondo di rugby 1999 in Galles, laureandosi campione del mondo — il primo e a tutt'oggi unico argentino — pur senza mai essere stato schierato in corso di competizione.
Nel 2000, facendo seguito a un infortunio alla spalla che lo tenne fuori dalla Nazionale, Noriega chiese alla Federazione australiana di essere rilasciato per poter essere messo sotto contratto dai parigini dello Stade français; il giocatore, a causa dei postumi dell'infortunio, ebbe poco spazio in Francia e dopo solo sei mesi tornò in Australia, dove nel maggio 2001 firmò un contratto per gli Waratahs di Sydney.
Al rientro in Australia fece seguito anche il ritorno in Nazionale, dalla quale Noriega mancava dal 1999: tuttavia i problemi alla spalla tennero il giocatore fuori dal campo di gioco fin da agosto 2003 finché nel marzo 2004 annunciò il suo ritiro.
Dopo il ritiro Noriega è divenuto allenatore: il suo primo incarico fu quello di tecnico delle giovanili dei Brumbies, poi nel 2005 fu contattato dalla Federazione argentina per tornare ad allenare in patria, e prese la conduzione del suo club originario, l'Hindú, che guidò alla vittoria nel Nacional de Clubes in quello stesso anno e alla conquista del campionato URBA nel 2006; dimessosi a fine stagione, nel 2007 assunse la guida dell'Argentina Under-18.
Nel biennio 2008-09 allenò il Lomas, sempre nel campionato provinciale di Buenos Aires e, nel 2009, divenne tecnico della mischia della Nazionale australiana.
A luglio 2012 si dimise da tale incarico per assumere la conduzione della mischia del Racing Métro 92 di Parigi, in Francia, come collaboratore del tecnico Gonzalo Quesada.
Nel 2014, terminato il rapporto con la squadra parigina, fu a Bayonne con un contratto biennale ma, dopo il primo anno, a seguito della retrocessione del club in ProD2, rassegnò le dimissioni dall'incarico.
A dicembre 2015 assunse la guida degli avanti del Grenoble rimasti senza allenatore, incarico a tempo terminato dopo un mese.

## Palmarès

### Giocatore
- Coppe del mondo: 1
Australia: 1999
- Campionati sudamericani: 2
Argentina: 1991, 1993

### Allenatore
- Nacional de Clubes: 1
Hindú: 2005
- Campionati URBA: 1
Hindú: 2006